# Frédéric Yonnet

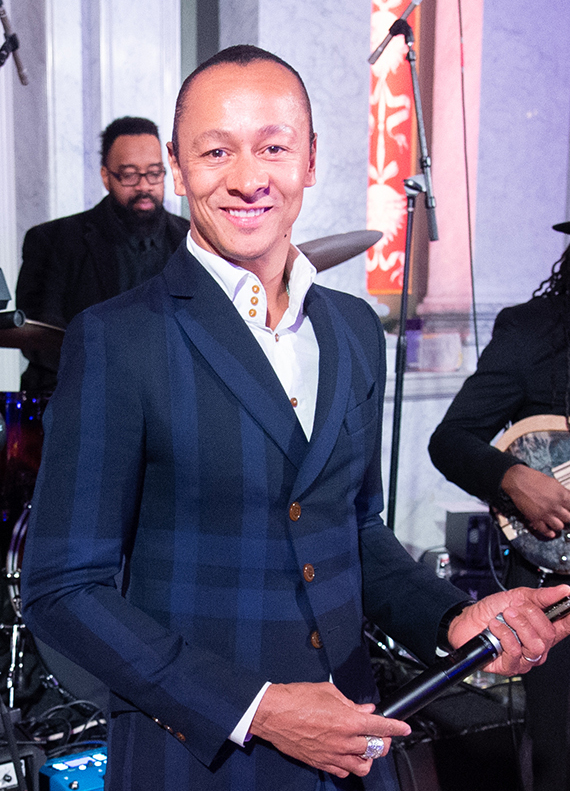
Frédéric Yonnet (2020)

Frédéric „Fred“ Yonnet (* 30. April 1974 in Pont-l’Évêque) ist ein französischer Jazz- und Funkmusiker (Mundharmonika).

## Leben und Wirken
Yonnet spielte ab seinem 14. Lebensjahr Schlagzeug und trat unter anderem beim Marciac Jazz Festival auf. Im Alter von 19 Jahren wendete er sich der diatonischen Mundharmonika zu, auf der er chromatisch spielen kann. 2001 zog er in die USA.
2009 und 2010 war Yonnet Mitglied in Prince’ Begleitband The New Power Generation. Zudem arbeitete er mit Musikern wie Angie Stone, Anthony Hamilton, Bob James, David Foster, Erykah Badu, Grand Corps Malade, John Legend, Jonas Brothers, Justin Bieber, India.Arie, Kindred the Family Soul, Patti Austin, Randy Jackson, Stevie Wonder und The Touré-Raichel Collective. Yonnet veröffentlichte auch drei Alben unter eigenem Namen.  
Yonnet ist als Endorser für C. A. Seydel Söhne tätig.

## Diskographische Hinweise
- Blowing Your Mind In Every Key of the Harp (2001)
- Front & Center (2005)
- Reed My Lips: The Rough Cut (2010)